# Frank Mushyo Kamanzi
Frank Mushyo Kamanzi (* 1964 in Uganda) ist ein ruandischer Generalleutnant, der unter anderem zwischen 2016 und 2017 Kommandeur der UN-Truppen bei der African Union/United Nations Hybrid Operation in Darfur (UNAMID) war und seit 2017 Kommandeur der UN-Truppen der United Nations Mission in the Republic of South Sudan (UNMISS) ist.

## Leben
Kamanzi begann nach dem Schulbesuch ein Studium der Agrarwissenschaften an der Makerere-Universität in Kampala und schloss dieses mit einem Bachelor of Science (B.Sc. Agriculture) ab. 1988 trat er in die Streitkräfte Ruandas ein und war nach Abschluss der Offiziersausbildung in verschiedenen Verwendungen im Heer eingesetzt. Daneben absolvierte er das Armed Forces Command and Staff College der nigerianischen Streitkräfte in Jaji sowie die Heereskommandeursakademie der chinesischen Volksbefreiungsarmee in Nanjing. Ein weiteres postgraduales Studium im Fach Nationale Sicherheitsstrategien an der National Defense University im Fort Lesley J. McNair in Washington, D.C. beendete er mit einem Master of Science (M.Sc. National Security Strategy).
Er war zwischen 1999 und 2000 Mitglied der Gemeinsamen Militärkommission des Friedensprozesses von Lusaka für die Demokratische Republik Kongo und nach weiteren Verwendungen in den Streitkräfte Ruandas von 2006 bis 2007 Kommandeur der Truppen der Mission der Afrikanischen Union in Sudan (AMIS). Nach seiner Rückkehr nach Ruanda war Kamanzi von 2007 bis 2010 Kommandeur einer Infanteriebrigade und daraufhin zwischen 2010 und 2012 Kommandant der ruandischen Militärakademie, ehe er von 2012 bis 2015 Chef des Stabes des Heeres der Streitkräfte Ruandas war.
Am 14. Dezember 2015 wurde Kamanzi von UN-Generalsekretär Ban Ki-moon zum Kommandeur der UN-Truppen bei der African Union/United Nations Hybrid Operation in Darfur (UNAMID) ernannt, einer gemeinsamen Operation von AU und UN in Darfur. In dieser Funktion wurde er Nachfolger des aus Tansania stammenden Generalleutnant Paul Ignace Mella und bekleidete diese bis April 2017. Daraufhin wurde er am 6. April 2017 von UN-Generalsekretär António Guterres zum Kommandeur der UN-Truppen der United Nations Mission in the Republic of South Sudan (UNMISS) ernannt.
Kamanzi ist verheiratet und Vater von fünf Kindern.